# Dinosaure de l'année
Pour les articles homonymes, voir Dinosaure (homonymie).

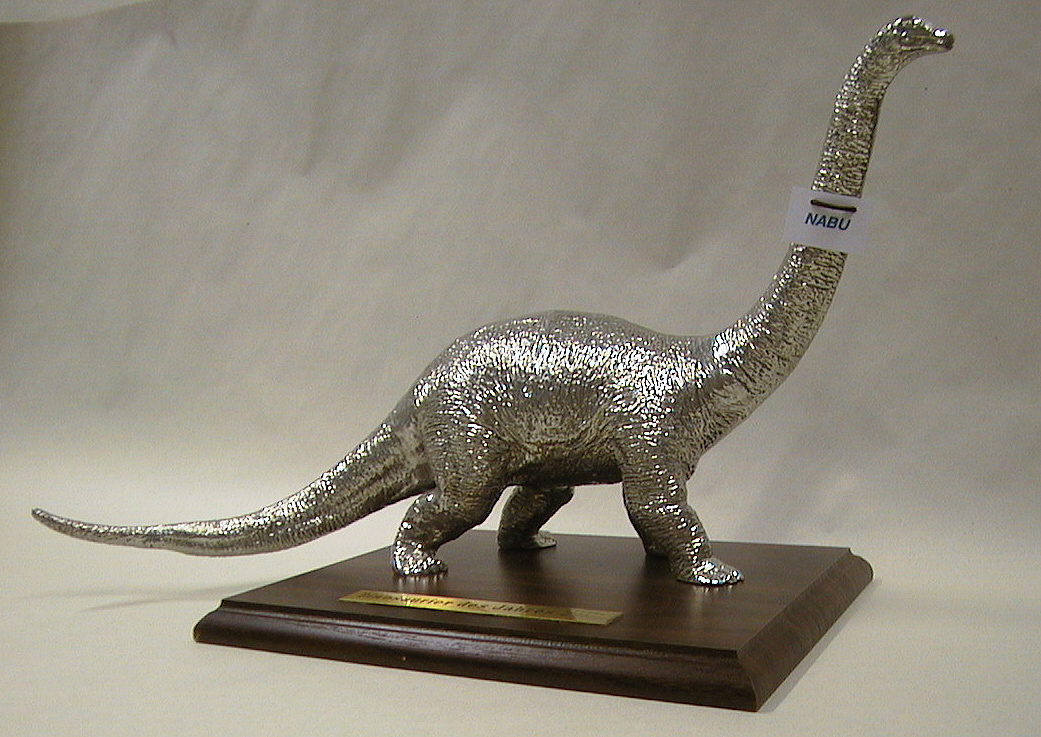
Le dinosaure de l'année

Le dinosaure de l'année (Dinosaurier des Jahres) est un prix parodique attribué par la Ligue de protection de l'environnement allemande (Naturschutzbund Deutschland, NABU).

## Description
La ligue décerne ce prix d'infamie chaque année depuis 1993 à la personnalité qui, selon elle, représente des standards dépassés en termes d'environnement ou se sont distingués par des actions individuelles ou leur travail d'ensemble particulièrement archaïques au regard de l'environnement. La personnalité récipiendaire reçoit une représentation de dinosaure de 2,6 kilogrammes.

## Récipiendaires
En 2016, le prix est allé à Werner Baumann, PDG de la société Bayer AG, en relation avec l'acquisition de l'américain Monsanto par cette dernière.